# Schloss Stachesried

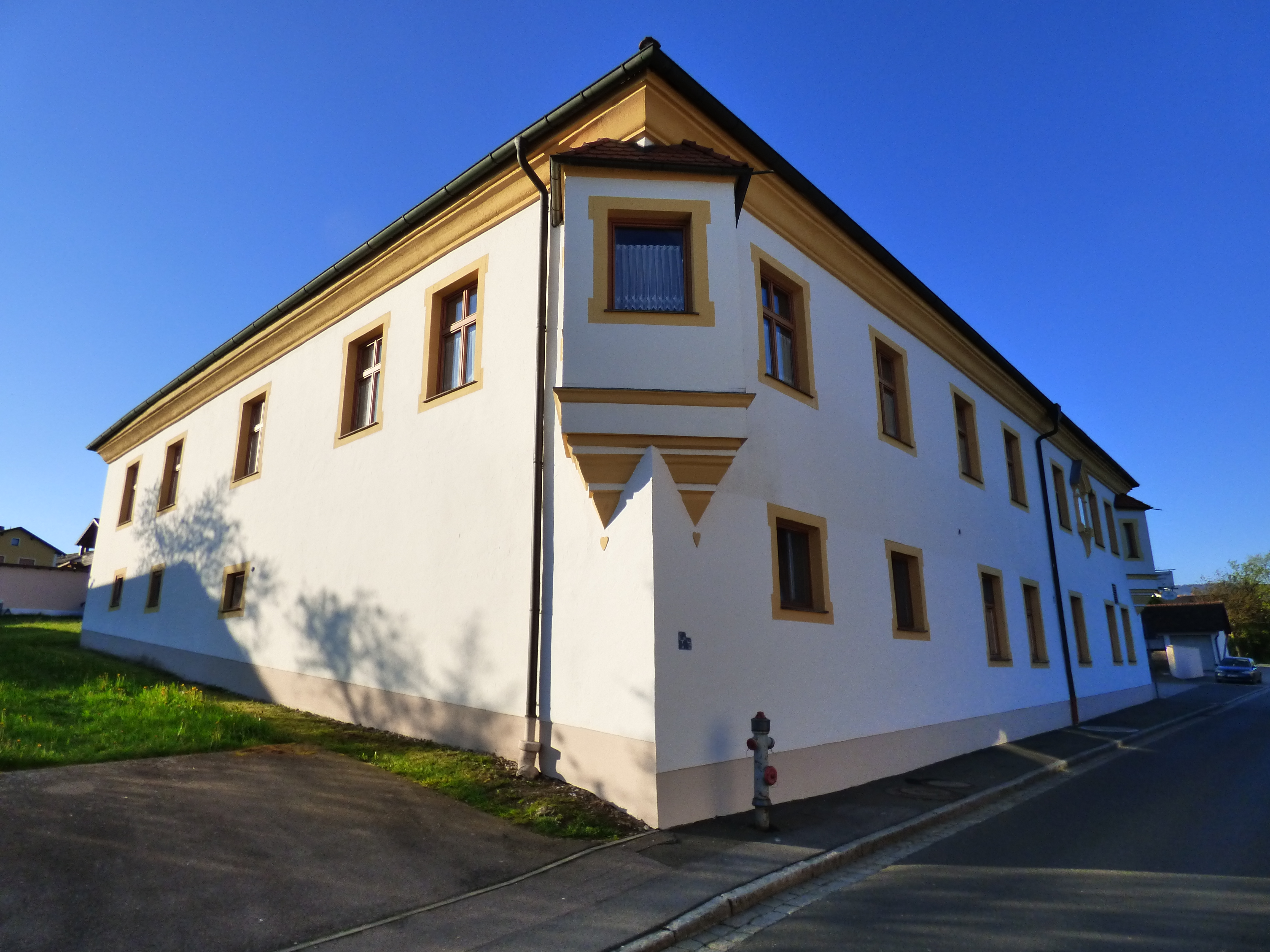
Schloss Stachesried

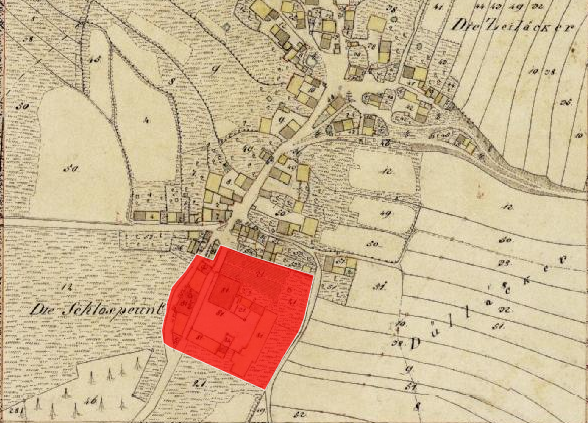
Lageplan von Schloss Stachesried auf dem Urkataster von Bayern

Das denkmalgeschützte Schloss Stachesried befindet sich in dem gleichnamigen Ortsteil des oberpfälzischen Marktes Eschlkam im Landkreis Cham von Bayern (Hauptstraße 14). Die Anlage ist unter der Aktennummer D-3-72-124-31 als denkmalgeschütztes Baudenkmal von Stachesried verzeichnet. Ebenso wird sie als Bodendenkmal unter der Aktennummer D-3-6743-0002 im Bayernatlas als „archäologische Befunde der frühen Neuzeit im Bereich des ehem. Hofmarkschlosses von Stachesried“ geführt.

## Geschichte
Der ursprüngliche Name Ried geht auf die Rodungstätigkeit der Grafen von Bogen im 11. und 12. Jahrhundert zurück. Der Zusatz Staches verweist auf den Pfleger von Eschlkam Wolfgang Stächo (s. u.). In dem zweiten Herzogsurbar um 1301 sind Wittelbachische Besitzungen in Ried im Gericht von Eschlkam belegt. Der Ort wurde 1309 an Rudlin Göttlinger verpfändet. 1383 wird der Zehnt, den zuvor Ulrich der Hohenwarter innehatte, dem Ruger Püntzinger, Chamer Bürger, verkauft. Zu dieser Zeit war in Ried noch keine Burg oder Schloss. Durch die Hussitenkriege (1420–1425) wurde die Ortschaft zerstört.
Herzog Albrecht erlaubt am 3. Februar 1470 dem Jan von Schönprunn die Errichtung ain weyerstat (= Wasserschloss) einfahn zu richten … und ainnern caßten darauf pawen mag. Der Herzog unterstützte den Bau, dafür sollte ihm aber der Burgherr mit zwei oder drei Pferden dienen und der Besitz sollte nach dessen Tod wieder an den Herzog zurückfallen. Allerdings wird bereits am 27. Mai 1478 dem Thomas Steinhofer und seinen Erben unser dorf, genannt Ried … das yetzo öd ist mit der Verpflichtung, die Burg aufzubauen und dem Hauptmann vor dem Wald mit zwei Pferden zu dienen, übergeben. Aber der Herzog klagt noch am 10. November 1482, dass der Steinhofer noch nichts gebaut habe und droht damit, die Erlaubnis für die Errichtung der weyerstat dem Ratzko von Rayol, Pfleger von Eschlkam zu übergeben. 1512 erhält Wolfgang Sächo den seitdem Stachesried genannten Besitz und am 8. November 1519 gibt dieser dem Herzog einen Revers über das ihm erblich überlassene Dorf Ried in der Pflege Eschlkam. Dieser hat erstmals hier die Hofmarksrechte erhalten und hier eine Burganlage errichtet.
1554 geht die Hofmark an die Pelkover über, die bis Anfang des 18. Jahrhunderts hier verbleiben. Johann Ernst von Pelkoven hat 1666 die alte Burg abgebrochen und das heute bestehende Schloss zu errichten begonnen. Dieser hatte 1674 auch das Schloss Blaibach von Sara Genovefa Notthafft erhalten. Der Schlossbau wurde unter seinem Sohn Franz Willhelm 1692 vollendet.
1730 verkauft Freifrau von der Warth, eine geborene Pelkoven, die Hofmark an Adam Ludwig Freiherrn von Docfort. Als Nächstes sind hier die Pfetten zu nennen, welche Stachesried durch Heirat erhalten haben. 1785 geht Stachesried auf dem Kaufweg an die Hafenbrändl, die auch Schloss Hohenwarth erworben hatten, über. 1801 wird Stachesried an Adalbert Herder, Sohn des Johann Gottfried Herder, verkauft. Schon 1809 war das Gut so hoch verschuldet, dass es in gerichtliche Administration genommen wurde. 1816 erwirbt Prinz Friedrich von Sachsen-Gotha bei einer Gantversteigerung die Hofmark. Auf diesen folgt der Herzog von Sachsen-Meiningen-Hildburghausen. Dieser errichtet hier 1820 ein Patrimonialgericht II. Klasse. Bereits 1829 wird Stachesried von Staat erworben und die Gerichtsbarkeit wird eingezogen. In der Folge werden die Wirtschaftsgebäude weitgehend abgetragen.

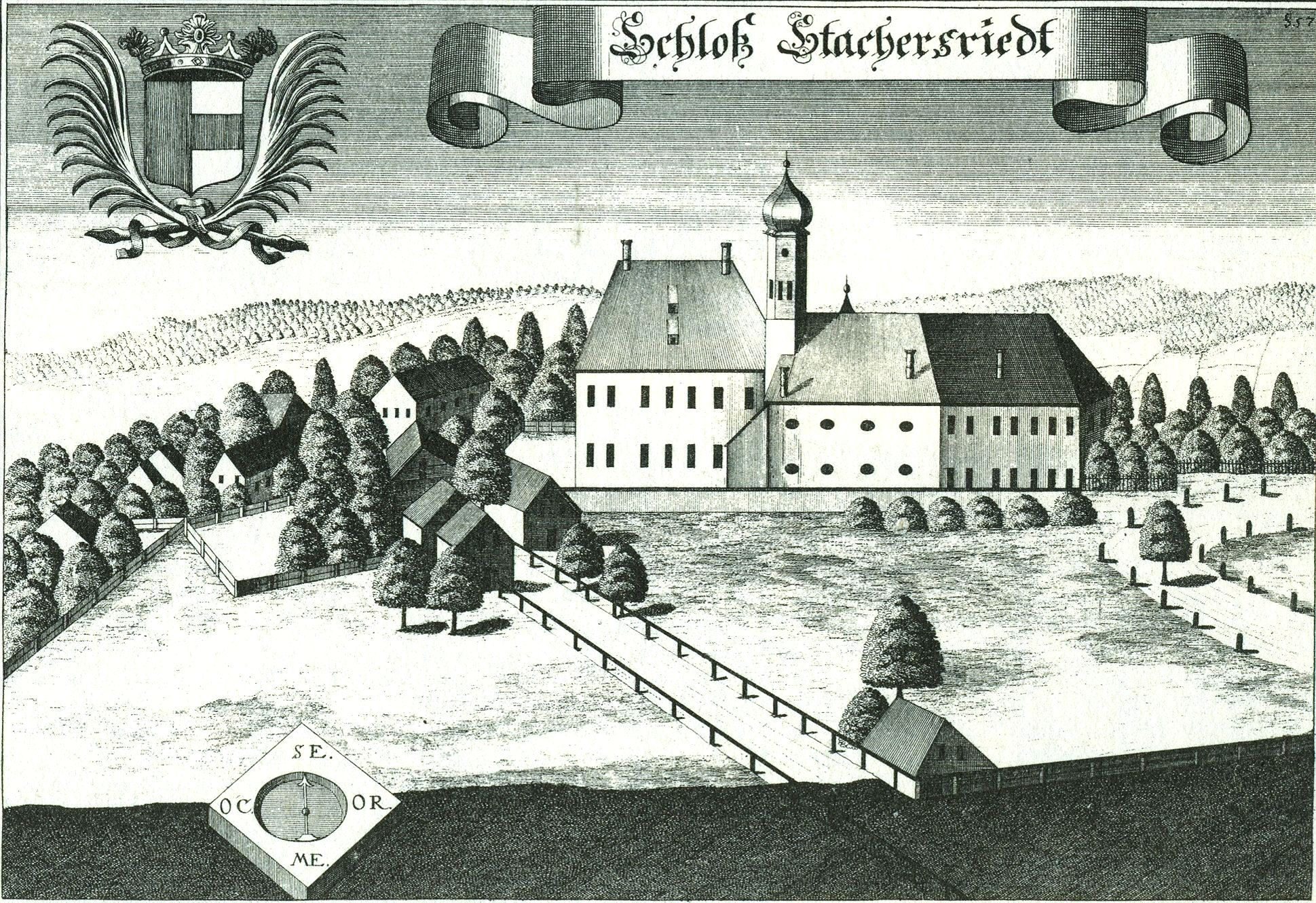
Schloss Stachesried nach einem Stich von Michael Wening von 1721

## Schloss Stachesried einst und jetzt
Nach einem Stich von Michael Wening aus dem Jahr 1721 war das Schloss eine zweigeschossige Anlage. An ein walmdachgedecktes Herrenhaus schließt ein Kirchenbau mit einem Zwiebelturm und Ochsenaugen an. Das Schloss ist weiterhin von einem Wassergraben umgeben; außerhalb dieses sind Wirtschaftsgebäude erkennbar.
Das heutige Schloss liegt an der Nordseite eines ehemals allseitig umbauten Rechtecksgevierts. Es ist ein zweigeschossiger Walmdachbau mit Kastenerkern an der Nordwest- und Südwestecke. Die repräsentative Eingangsseite zeigt ein barockes Eingangsportal mit toskanischen Pilastern und vorkröpfendem Gebälk. Die zu beiden Seiten des Schlusssteins integrierten Allianzwappen sind die des Bauherren Franz Wilhelm von Pelkoven und das seiner Frau, die Jahreszahl von 1692 weist auf die Fertigstellung des Schlossbaues hin. Im Inneren sind noch Reste der ehemaligen Hauskapelle vorhanden, wobei die Ausstattung weitgehend modernisiert wurde. Das Gebäude wird jetzt als Gasthof und Metzgerei genutzt.